# Kaibiles
Die Kaibiles sind Elitesoldaten der Streitkräfte Guatemalas. Sie bilden eine  Spezialeinheit, die in Puerto Barrios an der Atlantikküste Guatemalas stationiert ist (bis 2008 in Poptún, Petén). Während des Guatemaltekischen Bürgerkrieges verübten Kaibiles zahlreiche Verbrechen. Heute werden sie zur Bekämpfung der Organisierten Kriminalität und bei internationalen Friedensmissionen im Ausland eingesetzt.

## Geschichte
Die Bezeichnung Kaibil geht zurück auf Kayb'il B'alam (Kaibil Balam), einen Maya-Krieger und Anführer des Mam-Volkes. Der Name bedeutet so viel wie „Stratege, der die Kraft und Gerissenheit zweier Jaguare hat“. Als der spanische Conquistador Pedro de Alvarado 1525 die Mam-Festung Zaculeu in der Nähe der heutigen Stadt Huehuetenango angriff, gelang es Kayb'il B'alam und seinen 18.000 Mann, die Festung vier Monate gegen die Spanier zu verteidigen. Berühmtheit erlangte er, weil es den Spaniern nach der Einnahme Zaculeus nie gelang, ihn gefangen zu nehmen. In den umliegenden Bergen führte er  später einen jahrelangen Kleinkrieg gegen Alvarados Truppen.
Am 5. Dezember 1974 richtete die Militärregierung Guatemalas bei Melchor de Mencos (in Petén, an der Grenze zu Belize) ein Ausbildungszentrum für Spezialkräfte ein. Aufgebaut wurde es vom damaligen Major Pablo Nuila Hub („Kaibil 001“), der wie etliche andere guatemaltekische Offiziere bereits an Spezialkräftelehrgängen im Ausland teilgenommen hatte. Am 5. März 1975 erhielt die Schule zu Ehren von Kayb'il B'alam den Beinamen Kaibil (Escuela de Adiestramiento y Operaciones Especiales „Kaibil“). In dieser Zeit orientierte sich die Ausbildung in dem berüchtigten Ausbildungscamp El Infierno (Gemeinde La Pólvora) am Vorbild der United States Army Rangers, später wurde sie vermehrt an den örtlichen Bedürfnissen ausgerichtet. Eine besondere Rolle spielte hier die Aufstandsbekämpfung und die nachdrücklichen Ansprüche, die Guatemala seinerzeit auf Belize erhob. Vor allem die Brutalität der Ausbildung und die damit verbundene Enthemmung führte, wie eine Wahrheitsfindungskommission im Februar 1999 feststellte, zu den zahlreichen Menschenrechtsverletzungen und Verbrechen, die Kaibiles während des Guatemaltekischen Bürgerkriegs verübten, darunter das Massaker von Dos Erres im Dezember 1982. Weil linksgerichtete Guerrilleros dort einen Militärkonvoi überfallen und 21 Soldaten getötet hatten, brachten Kaibiles als Vergeltung 226 Männer, Frauen und Kinder des Ortes auf grausame Weise um, mit der Begründung, die Zivilisten hätten die Guerillabewegung unterstützt. Erst im Jahr 2000 bat die Regierung um Vergebung und entschädigte die Überlebenden mit 1,82 Mio. US-Dollar. 2011 und 2012 wurden fünf Soldaten der Einheit zu jeweils mehr als 6000 Jahren Gefängnisstrafe verurteilt. Im November 2018 wurde nach Auslieferung aus den USA der ehemalige Soldat Santos López Alonzo zu 5160 Jahre in Haft verurteilt.
Am 12. Januar 1989 wurde die Kaibil-Schule und die Spezialeinheit nach Poptún (im Süden von Petén) verlegt. In den 1990er Jahren forderten Politiker und die Katholische Kirche nach der Aufdeckung verschiedener Verbrechen die Auflösung der Kaibiles. Die Regierung zog es jedoch 1996 vor, die Spezialeinheit neu auszurichten und für neue Aufgaben einzusetzen, insbesondere für die Bekämpfung des Drogenschmuggels. Der im Dezember 1996 zwischen der Regierung und der Guerillabewegung unterzeichnete Friedensvertrag schließt Einsätze der Armee im Inneren zwar aus, doch angesichts der hohen Kriminalitätsrate und der verfassungsrechtlichen Unbedenklichkeit solcher Einsätze hält sich die Kritik an den Kaibiles mittlerweile in Grenzen oder beschränkt sich ganz auf die Vergangenheit. Neben der Bekämpfung schwer bewaffneter Drogenschmuggler wird die Truppe auch im Rahmen der UNO eingesetzt, u. a. im Rahmen der MONUC im Kongo. Am 26. Januar 2006 wurden dort acht Kaibiles getötet und fünf weitere verwundet, als sie im Garamba-Nationalpark in einen Hinterhalt überlegener Guerilla-Einheiten  gerieten. Die Kaibil-Truppe gilt heute als eine der besten ihrer Art in Lateinamerika und die Lehrgänge in Poptún und Puerto Barrios erfreuen sich auch bei den Kommandosoldaten der Nachbarstaaten großer Beliebtheit. In die Schlagzeilen geriet die Spezialeinheit in letzter Zeit, weil einige ihrer ehemaligen Angehörigen den finanziellen Angeboten von mexikanischen Drogenschmugglern nicht widerstehen konnten und in deren Dienste traten. Es gab auch Berichte, nach denen einzelne aktive Kaibiles beschlagnahmte Drogen selbst eingenommen haben sollen.

## Ausbildung
Das Selbstverständnis der Kaibiles wird besonders deutlich an ihrem Motto, das noch immer einen sehr hohen Stellenwert hat: si avanzo sígueme, si me detengo aprémiame, si retrocedo mátame („wenn ich vorstoße - folge mir, wenn ich anhalte - bedränge mich, wenn ich mich zurückziehe - töte mich“; das Wort „bedrängen“ stand intern zumindest in der Vergangenheit jedoch für „foltern“). Das Bonmot stammt eigentlich vom Gründer der Kommunistischen Partei Kubas, Julio Antonio Mella. Die Ausbildung dauert heute nur noch acht Wochen, wird jedoch allgemein als sehr hart beschrieben und ist vorwiegend auf den Kampf und das Überleben im Dschungel ausgerichtet. Voll ausgebildete Kaibiles sollen in der Lage sein, schnell und unbemerkt tief ins gegnerische Territorium einzudringen, um dort Informationen zu beschaffen, Überfälle auszuführen, gegnerische Operationen zu stören, Landepunkte für nachfolgende Einheiten zu sichern und Personal und Ausrüstung zu bergen. Das auszubildende Personal kommt zum überwiegenden Teil von gut ausgebildeten Verbänden wie den Fallschirmjägern und erhält hier in erster Linie ein Überlebenstraining und eine kurze Kommandoausbildung. Daneben werden auch verschiedene Lehrgänge für andere Einheiten der Armee ausgerichtet. Ehemals legendäre Eingangsrituale wie das Abbeißen der Köpfe von lebenden Hühnern, sowie der Verzehr des rohen Fleisches und des Blutes sind heute nicht mehr an der Tagesordnung, die rudimentäre Zubereitung von getöteten Tieren im Rahmen des Überlebenstrainings jedoch schon. Die Kaibil-Ausbildung, bei der zwei Soldaten stets ein Team bilden (cuas; Kekchi für Bruder), unterteilt sich in drei Abschnitte: In den ersten drei Wochen liegt der Schwerpunkt auf der theoretischen Ausbildung und, im praktischen Teil, auf einer andauernden Prüfung der Willenskraft und Durchhaltefähigkeit der Auszubildenden. Der folgende Abschnitt dauert vier Wochen und findet im Dschungel von Petén oder Izabal statt. Im Rahmen dieser praktischen Spezialausbildung geht es um Hinterhalte, das Überwinden von natürlichen Hindernissen verschiedener Art, das Entdecken und Entschärfen von Minen usw. In der letzten Woche wird im Dschungel u. a. das Sammeln von Informationen im feindlichen Hinterland geübt, sowie Überraschungsangriffe und das Zusammenwirken mit fliegenden Einheiten. Am Ende müssen die Kaibil-Anwärter zwei Tage mit voller Ausrüstung in einem Fluss verharren, regungslos und mit dem Wasser bis zum Hals, und dann eine lebensgefährliche Hindernisbahn überwinden. Der Zweck solcher Übungen ist, bei den Soldaten ein Gefühl psychischer und physischer Überlegenheit zu festigen (mística Kaibil). Auf Grund der Härte der Ausbildung und der klimatischen Verhältnisse ist die Erfolgsquote nicht besonders hoch. Es kommt regelmäßig zu schweren Verletzungen und Todesfällen.

## Organisation
Die genaue Struktur der Brigada de Fuerzas Especiales Kaibil (bis 2004 Comando de Fuerzas Especiales Kaibil) unterliegt der Geheimhaltung. Bis in die 1980er Jahre wurden Kaibil-Teams anderen Militärverbänden als Unterstützungskräfte zugeteilt und hatten dort auch Ausbildungsaufgaben. Erst später wurde eine einheitliche Spezialeinheit geschaffen. Der heutige Verband, der bei weitem nicht die Stärke einer Brigade hat, wird von einem Oberst geführt. Ihm untersteht neben dem Hauptquartier in Puerto Barrios (und anderen Ausbildungseinrichtungen in Izabal und Petén) der gesamte Ausbildungsbereich, sowie das Spezialkräftebataillon (in den 1990er Jahren gab es zwei Bataillone). Sowohl die drei Kompanien als auch ihre je vier 39 Mann starken Züge sind auf verschiedene Einsatzarten spezialisiert. Daneben gibt es einen besonderen selbständigen Zug für Terrorismusbekämpfung. Innerhalb der 9 Mann starken 
Gruppen gibt es ebenfalls Spezialisten, wie Scharfschützen, Funker, Sanitäter oder Sprengstoffexperten.
Im Juni 2008 wurde die Brigada de Fuerzas Especiales Kaibil von Poptún nach Puerto Barrios an der Atlantikküste verlegt. In Poptún verbleiben einige Ausbildungseinrichtungen.

## Überläufer in die organisierte Kriminalität
Laut Tageszeitung taz sollen Kaibiles ab der Jahrtausendwende am Aufbau des mexikanischen Drogenkartells Los Zetas beteiligt gewesen sein, das bis 2010 Teil des Golfkartells war.